# Hughan Gray
Hughan Gray (Jamaica, 25 de março de 1987) é um futebolista profissional jamaicano que atua como defensor, atualmente defende o Waterhouse F.C..